# تورتكول
تورتكول هي بلدة في مقاطعة تورتكول في منطقة الحكم الذاتي في قرقل باغستان في أوزبكستان.